# Вечер. Золотой Плёс
«Ве́чер. Золото́й Плёс» — пейзаж русского художника Исаака Левитана (1860—1900), написанный в 1889 году. Принадлежит Государственной Третьяковской галерее (инв. 1481). Размер — 84,2 × 142 см. На картине изображён вечерний вид с Петропавловской горы (ныне — гора Левитана) на город Плёс и Волгу.
Картина «Вечер. Золотой Плёс» была написана по итогам третьей поездки Левитана на Волгу и его второго пребывания в Плёсе, во время которого им был также создан этюд для будущего полотна. По всей видимости, работа над картиной была закончена в Москве в конце 1889 года. Полотно экспонировалось на 18-й выставке Товарищества передвижных художественных выставок («передвижников»), открывшейся в феврале 1890 года в Санкт-Петербурге. Ещё до открытия выставки оно было приобретено Павлом Третьяковым.
Искусствовед Алексей Фёдоров-Давыдов отмечал, что полотно «Вечер. Золотой Плёс» можно рассматривать как итог поисков и достижений предшествующего ему периода творчества Левитана, а замечательная в своей слаженности композиция картины органично выявляет её образ и содержание. По словам искусствоведа Фаины Мальцевой, в полотне «Вечер. Золотой Плёс» Левитану удалось «тонко выразить свои впечатления и вместе с тем создать поэтически прекрасный образ великой русской реки».

## История
В 1887—1890 годах, в течение четырёх лет, Левитан каждый год проводил по несколько месяцев на Волге. Во время второй из этих поездок, проходившей с апреля по октябрь 1888 года, Левитан и сопровождавшие его художники Софья Кувшинникова и Алексей Степанов значительную часть времени провели в Плёсе — небольшом городе, расположенном на правом берегу Волги (в XIX веке Плёс принадлежал к Костромской губернии, а в XX веке вошёл в Приволжский район Ивановской области). Левитан приезжал в Плёс в течение трёх лет, с 1888 по 1890 год, и там были задуманы и созданы многие его картины.

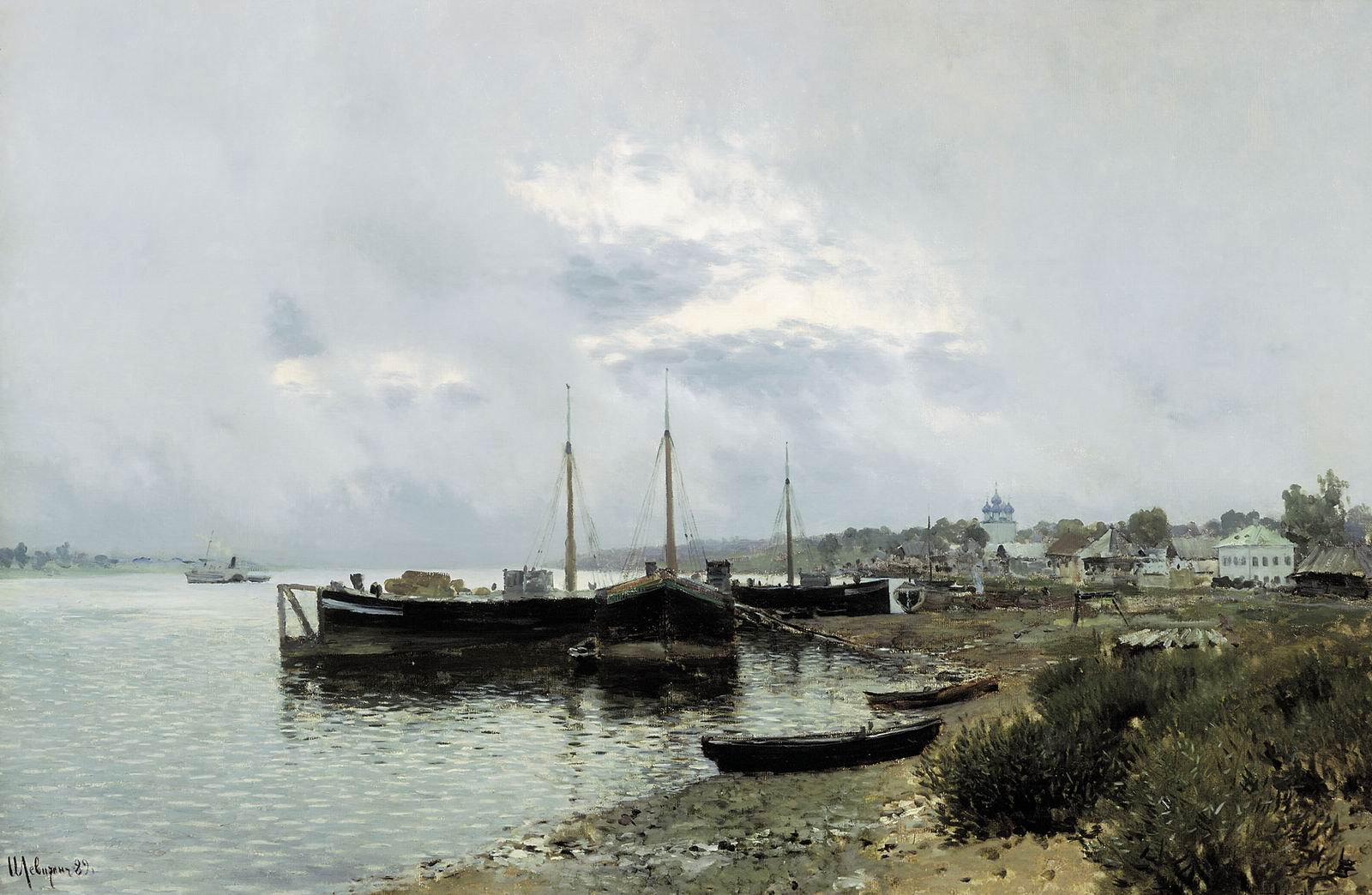
И. И. Левитан. После дождя. Плёс (холст, масло, 80 × 125 см, ГТГ)

Полотно «Вечер. Золотой Плёс» было написано в 1889 году, по итогам второго пребывания Левитана в Плёсе, куда он опять ездил вместе с Кувшинниковой и Степановым. Краткое описание того, как Левитан работал над картиной, содержится в письме художника Сергея Виноградова к пейзажисту Георгию (Егору) Хруслову от 9 октября 1889 года: «Я слышал, что он [Левитан] писал картину там, в Плёсе („Закат“), и писал следующим образом. Ходил куда-то на гору каждый вечер и наблюдал закат, а днём писал дома картину по впечатлениям, и так каждый вечер и день продолжал».
Вместе со своими волжскими этюдами Левитан вернулся в Москву не позднее середины октября 1889 года, а в ноябре того же года он переехал в дом-мастерскую в Большом Трёхсвятительском переулке, выделенную ему предпринимателем и меценатом Сергеем Морозовым. Исследователи творчества художника полагают, что именно там в декабре 1889 года он закончил работу над полотнами «Вечер. Золотой Плёс» и «После дождя. Плёс». По словам искусствоведа Алексея Фёдорова-Давыдова, эти две картины, завершающие «впечатления и переживания художника от его трёх поездок на Волгу в 1887—1889 годах», представляют собой «как бы итог художественного осознания и образного претворения волжской природы».

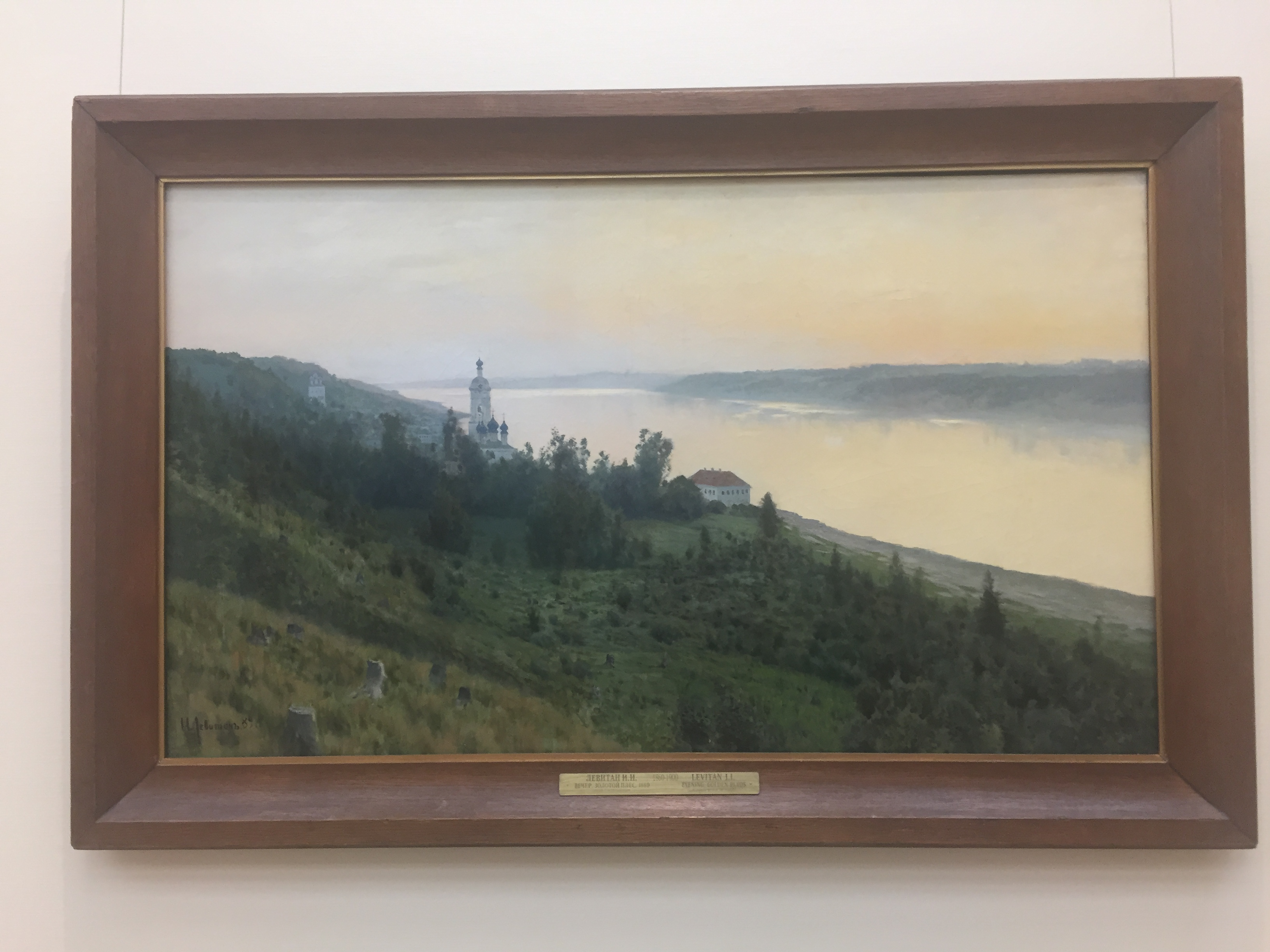
Картина «Вечер. Золотой Плёс» в Левитановском зале ГТГ

Картины Левитана «Вечер. Золотой Плёс» и «После дождя. Плёс» (под более короткими названиями «Вечер» и «После дождя») экспонировались на 18-й выставке Товарищества передвижных художественных выставок («передвижников»), открывшейся 11 февраля 1890 года в Санкт-Петербурге. Ещё до открытия выставки, 3 февраля 1890 года, обе картины были приобретены Павлом Третьяковым за 2000 рублей. В марте 1890 года 18-я передвижная выставка переехала в Москву, где картина «Вечер. Золотой Плёс» экспонировалась под названием «Вечер. На берегу большой реки». Во время московской части выставки были опубликованы статьи художников, писателей и критиков Сергея Голоушева (литературный псевдоним Сергей Глаголь), Митрофана Ремезова (литературный псевдоним М. Анютин) и Виктора Симова (в журналах «Артист», «Русская мысль» и в газете «Московские ведомости» соответственно), в которых работам Левитана была дана высокая оценка.
Впоследствии картина «Вечер. Золотой Плёс» экспонировалась на ряде выставок, в том числе на персональных выставках Левитана, состоявшихся в 1938 году в Государственной Третьяковской галерее в Москве и в 1939 году в Государственном Русском музее в Ленинграде, а также на юбилейной, посвящённой 100-летию со дня рождения художника выставке, проходившей в 1960—1961 годах в Москве, Ленинграде и Киеве. Она также была одним из экспонатов юбилейной выставки к 150-летию со дня рождения Левитана, проходившей с октября 2010 года по март 2011 года в Новой Третьяковке на Крымском Валу.
Полотно неоднократно экспонировалось в других странах Европы и Азии: в 1959 году — на выставке русских и советских художников, проходившей в Лондоне, в 1973—1974 годах — на выставках русского искусства в Бухаресте и Варшаве, в 1976 году — на выставке произведений художников-передвижников в Вене и Граце, в том же 1976 году — на проходившей в Берлине выставке полотен из Третьяковской галереи, а также на организованных в 1977 и 1978 годах в Токио двух выставках произведений русского и советского изобразительного искусства.

## Описание
На картине изображён вечерний вид с Петропавловской горы (ныне — гора Левитана) на город Плёс и Волгу. Храм с колокольней, который виден на картине, — это церковь Варвары Великомученицы. Правее церкви, у берега, находится белый дом с красной крышей — это дом купца Грошева, часть которого некоторое время снимали Левитан и его спутница, художница Софья Кувшинникова, которая также изобразила этот дом на своей картине «Плёс» (ныне хранится в Доме-музее Левитана). Сейчас это здание входит в состав Плёсского государственного историко-архитектурного и художественного музея-заповедника — в нём находится Музей пейзажа.
Три пространственных плана, разделённые идущими по диагонали линиями, соответствуют ближнему берегу, речной поверхности и дальнему берегу, над которым находится вечернее небо. Левитан представил на картине тот момент, когда ещё не опустившееся за горизонт солнце освещает всё вокруг себя мягким золотистым предвечерним светом. Благодаря этому «более ощутимым стало состояние покоя, а весь пейзаж в целом получил гармонию в колорите». Подробно выписан ближний гористый берег, склоны которого спускаются к воде. На переднем плане — вырубка с торчащими пнями, начинающая зарастать кустарником. Вдали находится небольшой городок, окружённый зелёными деревьями. По словам искусствоведа Татьяны Коваленской, в этом произведении Левитана природа «вновь показана в непосредственной близости к человеческой жизни, слитой с нею в неразрывное целое». В гладкой поверхности реки отражаются небо и дальний лесистый берег.
Хотя в каталоге Третьяковской галереи и ряде других публикаций картина представлена как «Вечер. Золотой Плёс», в работах некоторых искусствоведов используется название «Вечер. Золотой плёс»: по-видимому, подразумевается не название города, а речной плёс — глубокий участок русла реки. По мнению плёсского художника и краеведа Виктора Беляева, «в картине запечатлен именно волжский плёс», то есть «название чётко обозначает не город Плёс, а часть реки — волжский плёс — при вечернем освещении».

## Этюд

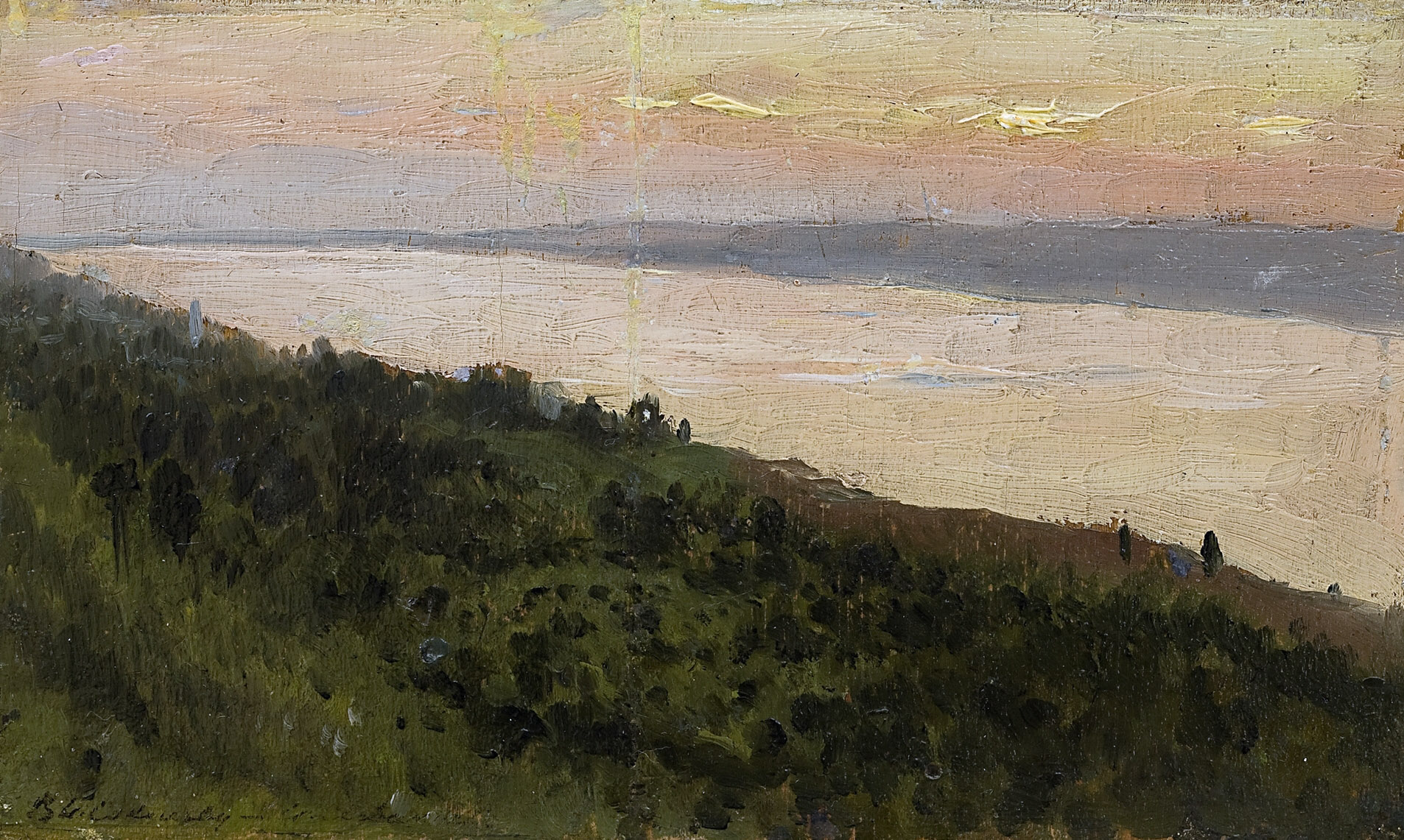
И. И. Левитан. Вечер. Золотой Плёс (этюд, 1889, ГТГ)

В Государственной Третьяковской галерее хранится одноимённый этюд «Вечер. Золотой Плёс», созданный Левитаном в 1889 году при работе над картиной. Этюд написан маслом по дереву (10,8 × 17,3 см, инв. 25375). В 1895 году он был подарен Левитаном его ученику — художнику Владимиру Соколову, который впоследствии жил и работал в Сергиевом Посаде (в 1930—1991 годах — Загорск). У этюда был дефект — небольшая горизонтальная трещина. В своих воспоминаниях Соколов писал, что Левитан, даря ему этот этюд, «очень извинялся, что доро́гой с этим этюдом случилось несчастье: написанный на тонкой фанере, он чуть треснул», и заверил, что «рамочник Грабье сумеет его наклеить на доску, а сам он непременно пропишет склейку». Этюд был приобретён Третьяковской галереей в 1940 году у Владимира Соколова.
Искусствовед Фаина Мальцева отмечала, что этот этюд, написанный «обобщённо и широко», чётко определяет композиционные планы будущего полотна, которые включают в себя гористый ближний берег и тёмную полосу дальнего берега, сливающуюся с горизонтом. По словам Мальцевой, в этюде «уловлены потухающие краски закатного часа с тёплыми отсветами на зелени и на поверхности воды». При этом неизвестно, были ли у Левитана другие этюды для картины «Вечер. Золотой Плёс», помимо этого.
Мальцева полагает, что именно об этом этюде могла идти речь в воспоминаниях художника Василия Бакшеева. Бакшеев, также работавший в Плёсе, рассказывал, что как-то, «возвращаясь с этюдов», он встретил Левитана и спросил, удачно ли работалось ему в тот день. В ответ Левитан сказал, что «ничего не вышло», через некоторое время добавив: «То, что я видел, чувствовал и остро переживал, мне не удалось передать в этюде». По словам Мальцевой, это может объяснить причины, по которым Левитан, работая над основным вариантом картины, отошёл от этюда и существенно изменил композицию.

## Отзывы

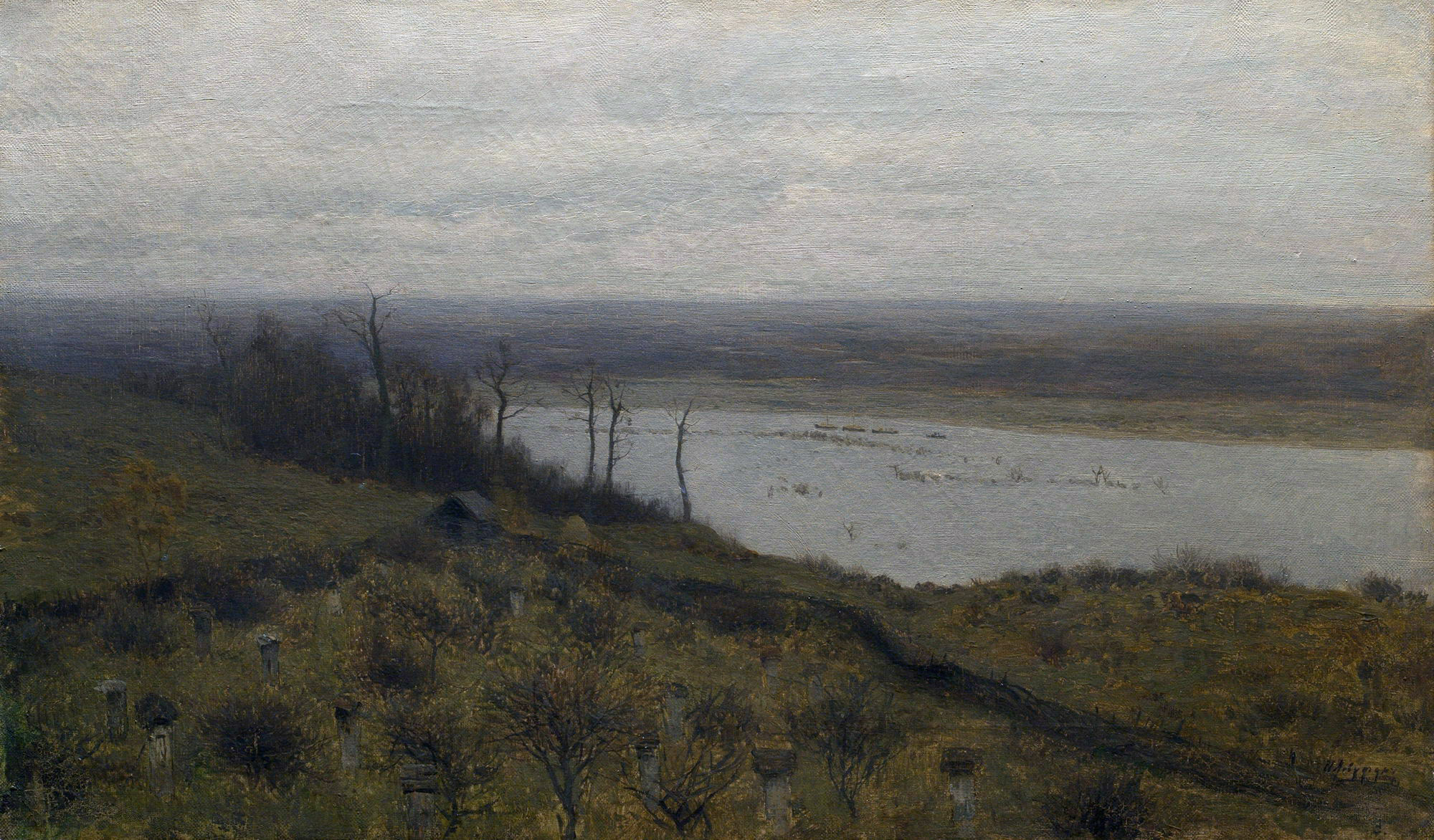
И. И. Левитан. Разлив на Суре (1887, холст, масло, 45 × 75 см, частное собрание)

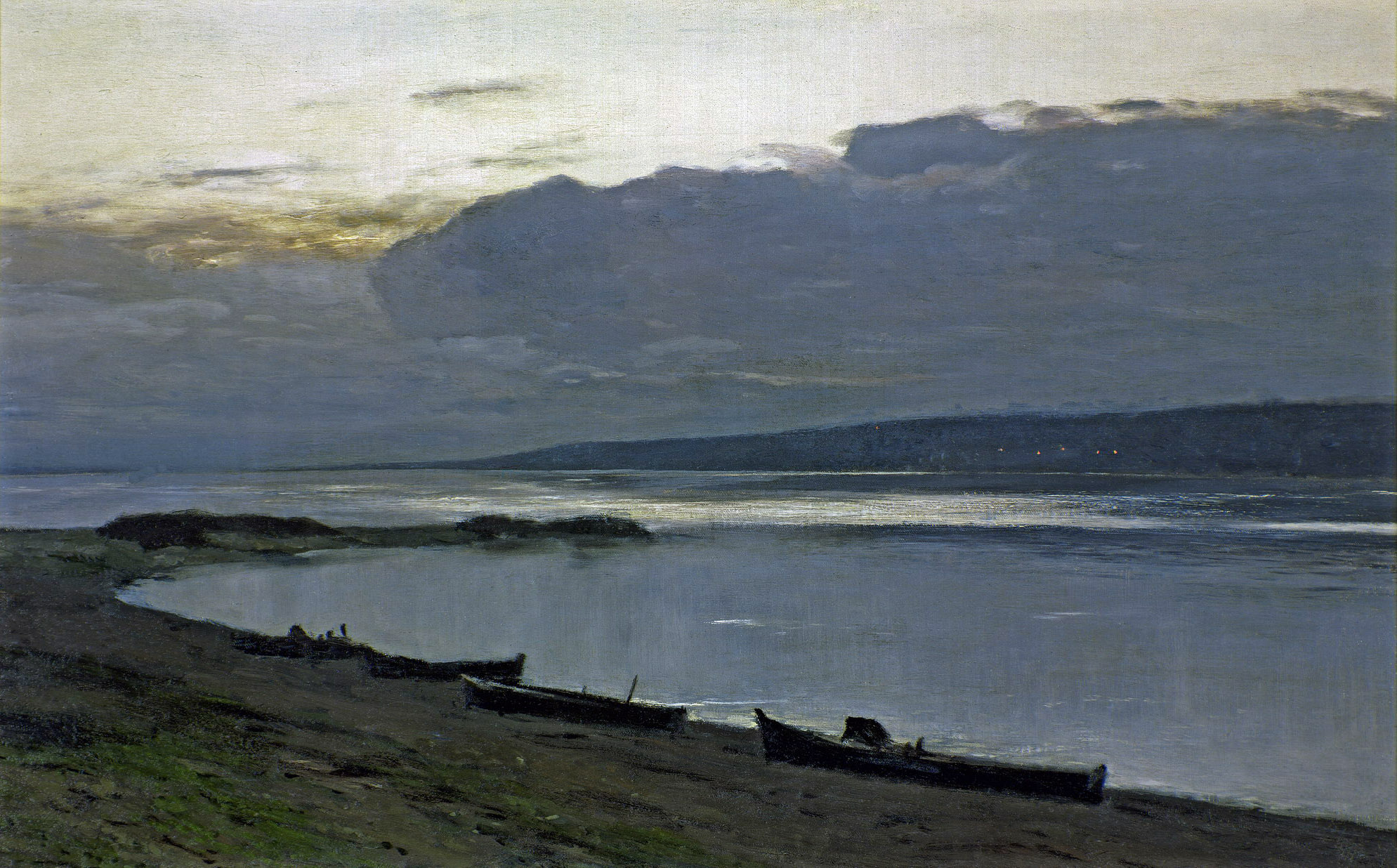
И. И. Левитан. Вечер на Волге (1887—1888, холст, масло, 50 × 81 см, ГТГ)

Исследователь творчества Левитана искусствовед Алексей Фёдоров-Давыдов отмечал, что картину «Вечер. Золотой Плёс» в её композиционном строе можно рассматривать как итог поисков и достижений предшествующего ей периода творчества Левитана, во время которого им были написаны такие произведения, как «Разлив на Суре» (1887, частное собрание) и «Вечер на Волге» (1887—1888, ГТГ). По словам Фёдорова-Давыдова, композиция полотна «Вечер. Золотой Плёс» «замечательна в своей слаженности, при которой расположение форм и пространственных планов неразрывно связано с цветовой композицией и всё вместе органично выявляет образ картины, её содержание». Отмечая, что «Вечер. Золотой Плёс» воспринимается не только как вечерний пейзаж, Фёдоров-Давыдов писал: «Разве в этом медлительном и спокойном течении большой реки, в закатном мареве летнего дня не предстаёт перед нами образ России, исполненный спокойствия и счастья?»
По мнению искусствоведа Фаины Мальцевой, в полотне «Вечер. Золотой Плёс» привлекает внимание точность рисунка при характеристике деталей каждой отдельной формы. По её словам, левитановский пейзаж «во всём верен природе и вместе с тем полон такого чарующего впечатления от её возвышенной красоты и покоя, каких, пожалуй, не удалось выразить никому из художников, работавших над волжским пейзажем до и после Левитана». Мальцева отмечала, что в этом произведении Левитан сумел «тонко выразить свои впечатления и вместе с тем создать поэтически прекрасный образ великой русской реки».
Искусствовед Глеб Поспелов рассматривал полотно «Вечер. Золотой Плёс» в качестве «непосредственного предтечи» картин, представляющих идею «приюта» в пейзажном творчестве русских художников конца XIX века, — к таким произведениям он, в частности, относил более поздние полотна Левитана «Тихая обитель» (1890, ГТГ) и «Вечерний звон» (1892, ГТГ). При этом под «приютом» Поспелов понимал «укрытый от бурь безмятежный край, где человеческая душа не только оттаивает, но и прорастает». В мотив «приюта» он также включал «ощущение пути, который нужно преодолеть, чтобы достигнуть виднеющегося в глубине пристанища», отмечая, что в картине «Вечер. Золотой Плёс» такие ощущения наиболее разработаны, а в «Вечернем звоне» они уже «почти совершенно сходят на нет».
Искусствовед Виталий Манин писал, что исполненные «просветлённой духовной сосредоточенности» пейзажи «Вечер. Золотой Плёс», «Тихая обитель» и «Вечерний звон» относятся к характерным и самобытным произведениям зрелой поры творчества Левитана. По словам Манина, воздушная среда в картине «Вечер. Золотой Плёс» «наполнена томительным цветом, словно являющимся психической эманацией души художника», — она будто бы «излучает милосердие, отзывчивость на тончайшие колебания человеческой души».

## Комментарии
1. ↑  Для датировки событий, происходивших в Российской империи, используется юлианский календарь («старый стиль»).